# 軌道科學公司
軌道科學公司（英文：Orbital Sciences Corporation，簡稱：Orbital，縮寫：OSC）為美國一家專門從事人造衛星製造與發射的公司，其轄下的發射部門亦積極參與國家飛彈防禦系統的開發。軌道科學公司在紐約證券交易所的股票代碼為ORB，總部設在美國維吉尼亞州杜勒斯（Dulles）勞登郡。過去軌道科學公司轄下亦管理有GeoEye衛星公司的前身ORBIMAGE與重要全球定位系統製造公司麥哲倫（Magellan），但是後來兩者皆獨立出來。軌道科學公司自1982年正式成立後已經製造569個運載火箭與174顆衛星，其中計畫在2015年時交付超過82個火箭與24顆衛星。而根據統計，軌道科學公司所推出產品分別在軌道攔截器市場佔40%、在小型通訊衛星市場佔55%以及在小型運載火箭市場佔60%。而軌道科學公司計畫之後透過發展安塔瑞斯火箭並收購通用動力先進訊息系統衛星，來讓自家公司於中型載運火箭和人造衛星市場的影響力擴大。2015年與Alliant Techsystems合並組建軌道ATK。軌道ATK於2018年被諾斯洛普·格拉曼併購，成為該公司的部門諾格創新系統。

## 歷史
軌道科學公司於1982年由戴維·湯普森（David Thompson）、布鲁斯·弗格森（Bruce Ferguson）和斯科特·韋伯斯特（Scott Webster）共同成立，並在1990年時由於飛馬座火箭的推廣而成功進行了8次太空任務。1997年時湯普森轄下的太空影像事業部門ORBIMAGE決定自軌道科學公司獨立出來，後來發展成為GeoEye衛星公司。到了2006年，軌道科學公司完成公司成立以來所進行第500次任務。
2010年3月4日，軌道科學公司公開宣布正在收購通用動力的先進資訊系統其衛星部門，最後在2010年4月2日以55,000,000美元的購買價格完成交易。軌道科學公司表示這次交易結束反而增加近70,000,000美元的收入，並且小幅提高了2010年的盈利總額，並預計在2011年時將會以增加約1億美元收入。而在這次收購案結束後，原本325名位於通用動力總部和吉爾伯特負責部門的僱員則持續於軌道科學公司內進行工作。
而在2010年10月美國國家航空暨太空總署提出商業載人太空飛行開發計畫（Commercial Crew Development）第二輪時，軌道科學公司向美國國家航空暨太空總署提議開發約今太空梭四分之一大小的舉升太空飛機。軌道科學公司計畫讓太空飛機透過升級過後的擎天神五號運載火箭的垂直發射，在商業任務之後於跑道上降落，而一架太空飛機能搭載4名太空人。然而儘管美國國家航空暨太空總署在評估為可行開發計畫後會於提供2億美元作為獎勵，但考慮在研發相關技術14個月後仍無法確定是否會繼續合作的情況下，軌道科學公司在2011年4月時宣布將會逐步降低對於商業載人太空計畫的投資比例。
2013年4月21日，軌道科學公司成功於維吉尼亞州瓦勒普斯島的發射基地為攜帶有虛擬載荷安塔瑞斯火箭進行首次試飛。這次試飛使得軌道科學公司成為第二家有能力以商業服務的方式、將貨物運輸到國際太空站的公司，而這次試飛中被推估大約投資了1億多美元。
2013年11月19日美国东部时间19日20时15分（北京时间20日9时15分），美国轨道科学公司的“弥诺陶洛斯”火箭从美国东海岸外的瓦勒普斯岛美国航天局基地点火升空。利用一枚火箭创纪录地同时把29颗卫星送入地球轨道，其中其中最引人关注的是由位于美国弗吉尼亚州的托马斯·杰斐逊科学技术高中学生制造的一颗微型卫星及一颗手机卫星。 

## 部門

### 太空系統

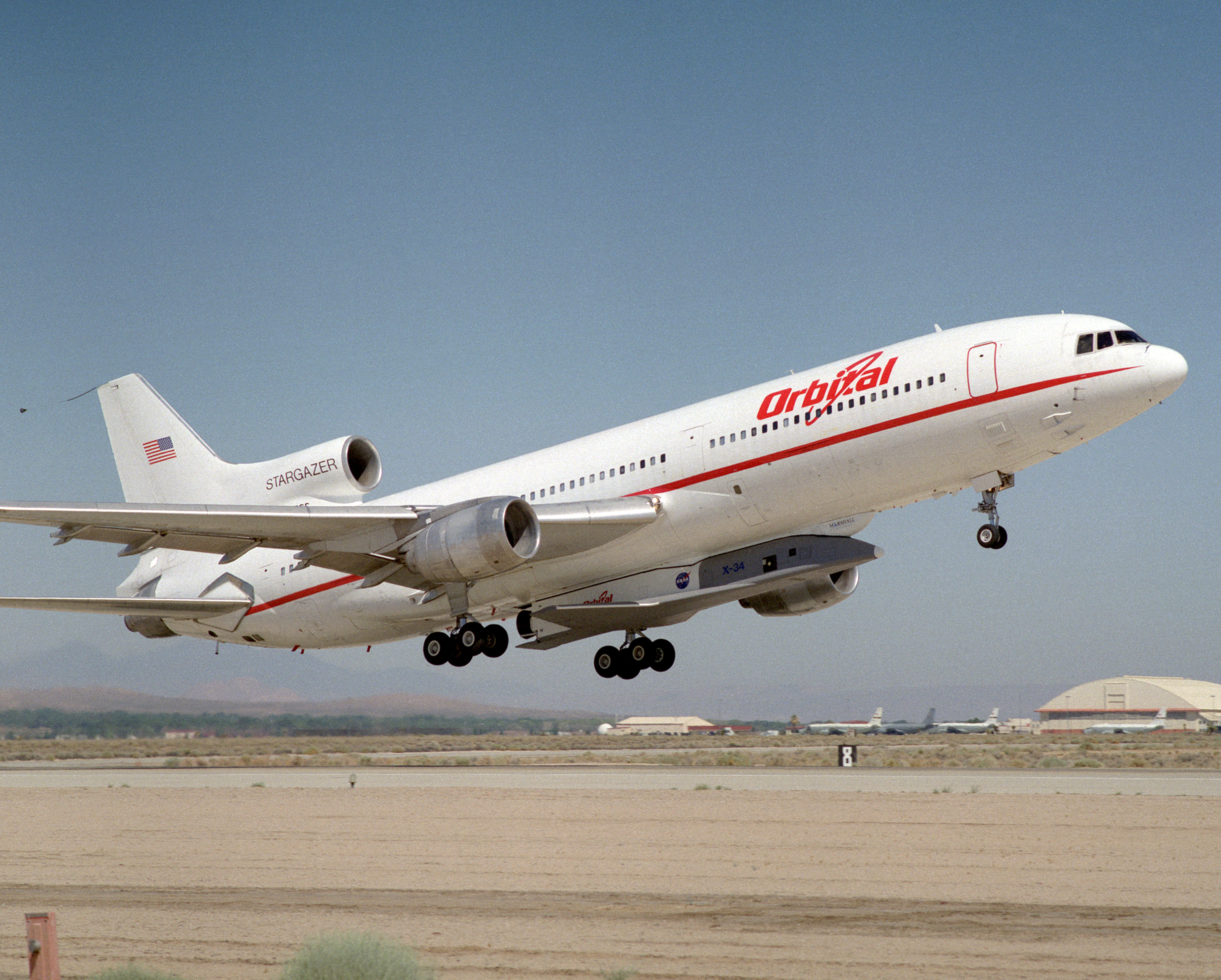
以前加拿大航空客機洛克希德L-1011改裝的觀星者正在飛行，其機身底下掛有軌道科學公司推出的X-34試驗機。

軌道科學公司太空系統部門主要業務為開發中小型人造衛星，自1982年成立以來已經交付給世界各地的商業、軍事與民間客戶超過110顆人造衛星並且發射至軌道上。

### 發射系統
軌道科學公司發射系統部門主要提供裝載小型有效載荷前往太空軌道的運載火箭，其中主要的發射方式為以洛克希德L-1011改裝過後的觀星者號（Stargazer）作為飛馬座火箭發射平臺，而自1990年以來軌道科學公司已經在以此方式進行了40項任務。而軌道科學公司除了飛馬座火箭外亦向政府或者商業客戶推出金牛座運載火箭與米諾陶系列運載火箭，其中兩者的第一節火箭發動機能將更大型的載荷送至軌道上。其中米諾陶四號運載火箭（Minotaur IV）為軌道科學公司所提供最新的載運火箭，使用已經除役的LGM-118A和平守護者飛彈的火箭發動機技術以及軌道科學公司開發的電子設備與整流罩而成。儘管在2009年2月24日與2011年3月4日分別升空的排碳量觀測臺衛星（Orbiting Carbon Observatory）和輝煌號衛星都由於機械故障而墜毀，並且共計造成美國國家航空暨太空總署將近7億美元的損失，不過美國國家航空暨太空總署仍發表聲明表示軌道科學公司有能力建立國際太空站的貨物管道。另外軌道科學公司發射系統部門也為一些國家導彈防禦系統提供亞軌道運載火箭之設計，其中在過去10年便已經多次與美國導彈防禦局（Missile Defense Agency）、美國空軍、美國陸軍和美國海軍共同開發、測試以及加強國家飛彈防禦系統，為此也發射了50多次運載火箭以執行任務。

### 開發工程
軌道科學公司開發工程部門主要為載人航太、商業運輸、航空研究與太空運輸進行研究，例如在2010年11月時美國國家航空暨太空總署便選中所提出的重型吊運運載火箭（Heavy lift launch vehicle）之概念，並且就其推進方式進行審議。而在載人航太領域則計畫開發中型載運火箭安塔瑞斯火箭和其載運飛船天鵝座宇宙飛船，主要任務為為國際太空站上的成員執行補給任務。其中在2008年時，軌道科學公司便在美國國家航空暨太空總署提出商業軌道運輸服務（Commercial Orbital Transportation Services）中作為合作夥伴，而之後亦由該公司負責為國際太空站提供商業補給服務（Commercial Resupply Services），而關於補給航班則規畫是在維吉尼亞州瓦勒普斯島升空。

### 技術服務
軌道科學公司技術服務部門則是在相應的太空科學和國防計劃上提供工程、生產以及技術管理人員，通常包括有如工程師、科學家、技術人員和其他於特定知識領域的專業人士，另外技術服務部門員工亦經常前往客戶設施與該處技術人員進行交流。

## 外部連結
- （英文） Orbital Sciences Corporation （页面存档备份，存于）